# Болльнес
Болльнес (швед. Bollnäs) — город в Швеции, находится в лене Евлеборг. Центр коммуны Болльнес. Население 12,8 тыс. жителей (2010 год).

## История

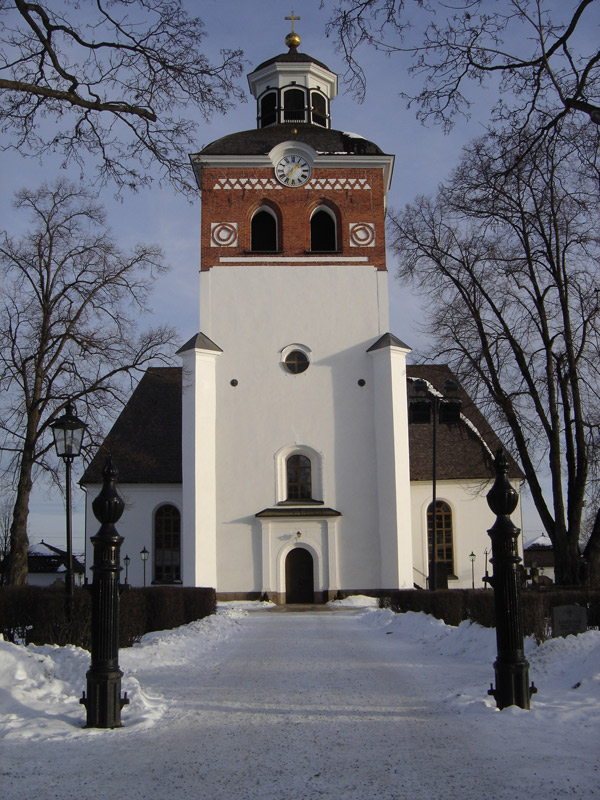
Церковь города Болльнес

Город является достаточно старым населённым пунктом. На его территории имеются остатки поселения железного века, фундаменты зданий II—IV веков. Городская церковь была заложена в начале XIV веке, открытие произошло в 1468 году. Позже церковь достраивалась.
Первое упоминание о городе относится к 1312 году. Монах по имени Ингемунд назвал город Baldenaes (в переводе Большой Перешеек). Долгое время город именовался Bro By (в переводе Сельский Мост).
В 1878 году была построена железнодорожная станция, город стал важным железнодорожным узлом. Но позже, к началу 1990 годов, железнодорожная станция утратила своё значение и была закрыта.
В 1942 году Болльнес получил статус города.

## Спорт
Широко известен благодаря клубу по хоккею с мячом «Болльнес».